# Saint-Sulpice-le-Guérétois
Saint-Sulpice-le-Guérétois é uma comuna francesa na região administrativa da Nova Aquitânia, no departamento de Creuse. Estende-se por uma área de 36,18 km². Em 2010 a comuna tinha 2 004 habitantes (densidade: 55,4 hab./km²).